# Personale della Lucha Libre AAA Worldwide
Il personale di Lucha Libre AAA Worldwide è composto da wrestler, manager, telecronisti, annunciatori, intervistatori, arbitri, allenatori, produttori, booking team, dirigenti e membri del consiglio di amministrazione.

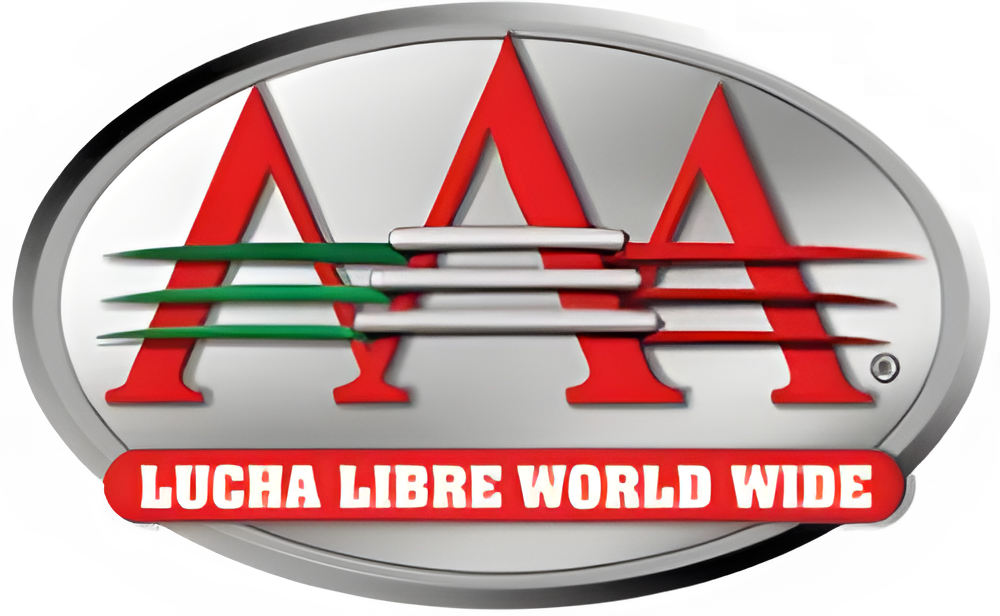

La Lucha Libre AAA Worldwide è dal 2025 di proprietà del gruppo TKO Group Holdings, proprietario della WWE. Inoltre ha una collaborazione con scambio di talenti con la Total Nonstop Action Wrestling.
Lucha Libre AAA Worldwide si riferisce ai propri wrestler di sesso maschile con il termine Superstars, mentre le wrestler femminili sono definite Reinas del Ring.

## Personale

### Luchadores

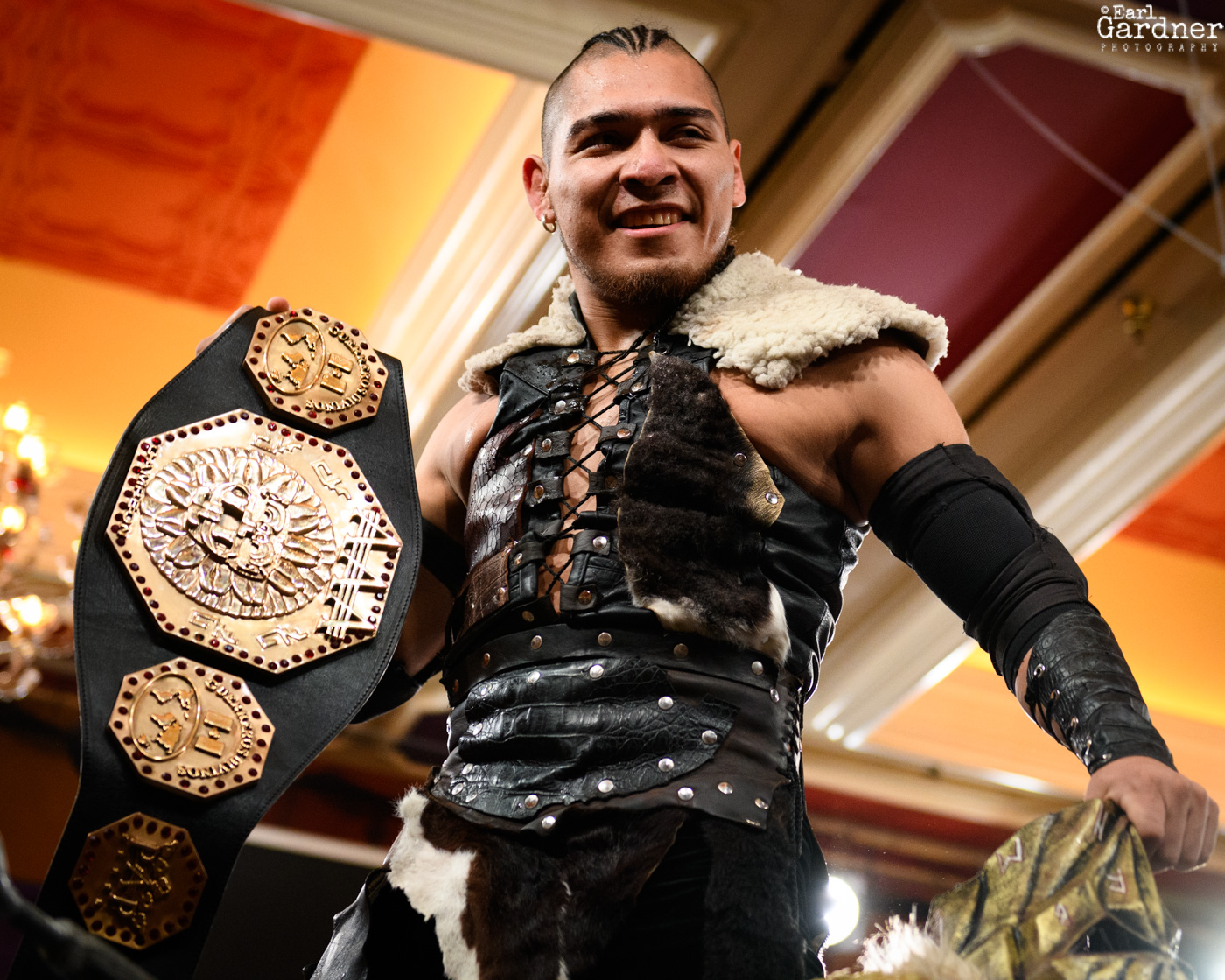
El Hijo del Vikingo, AAA Mega Champion

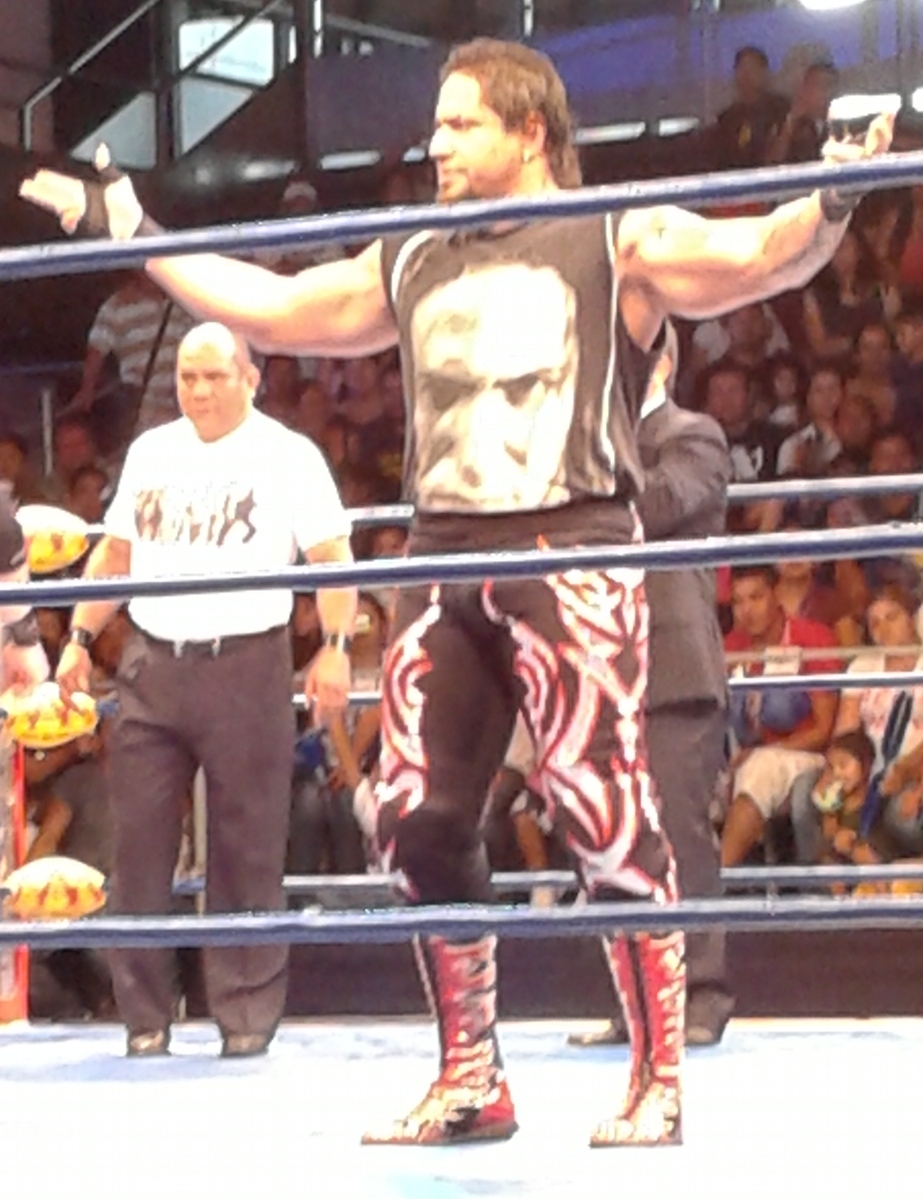
El Mesias, Latin American Champion

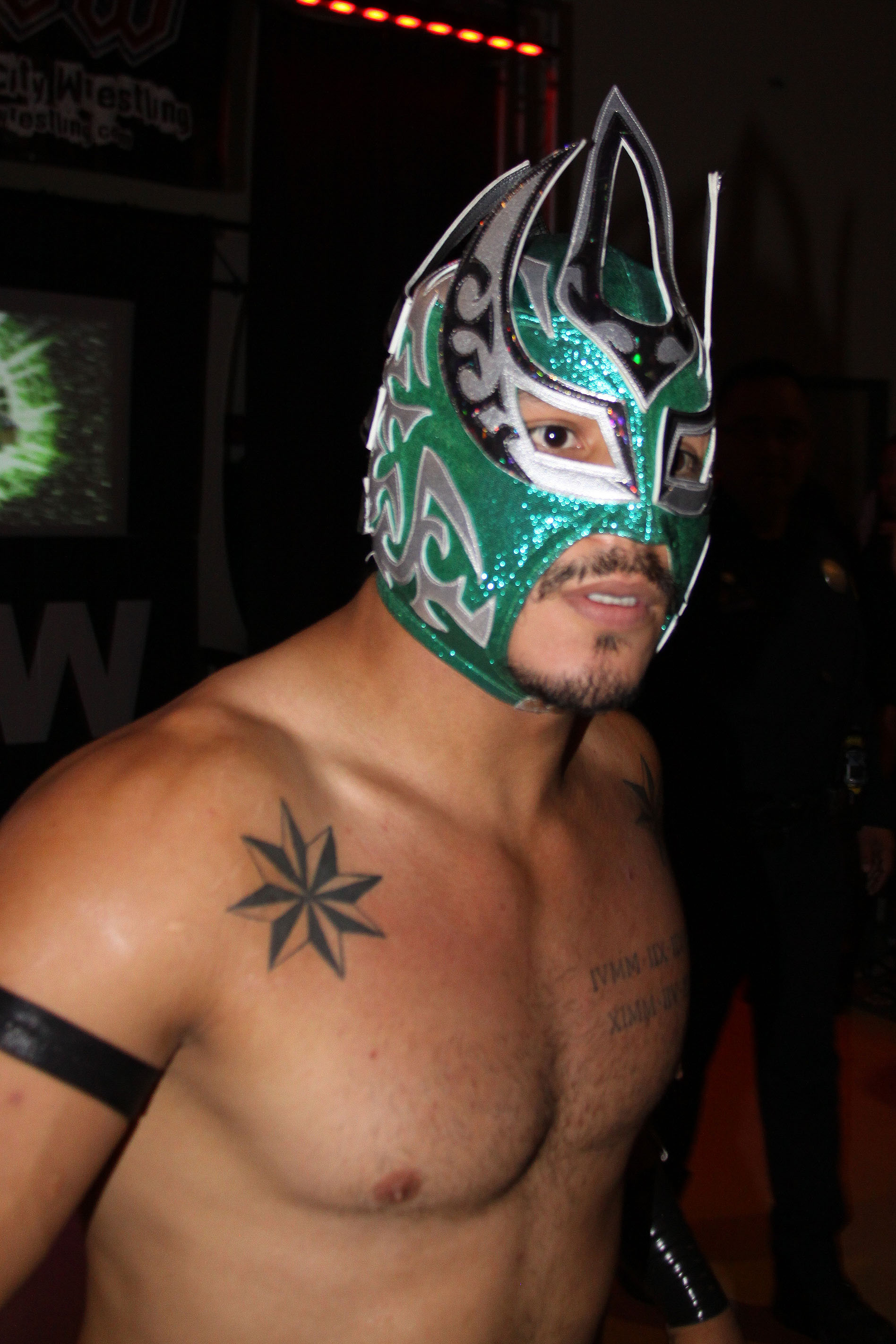
Laredo Kid, AAA Cruiserweight Champion

| Ring Name                 | Nome reale               | Note                              |
| ------------------------- | ------------------------ | --------------------------------- |
| Abismo Negro Jr.          | Miguel Angel Lugo Torres |                                   |
| Aero Star                 | Sconosciuto              |                                   |
| Andy Panda Jr.            |                          |                                   |
| Angel                     | Humberto Garza Solano    | AAA World Tag Team Champion       |
| Belcegor                  |                          |                                   |
| Bengala                   |                          |                                   |
| Berto                     | Humberto Carrillo Solano | AAA World Tag Team Champion       |
| Black Andromeda           |                          |                                   |
| Chessman                  | Kevin Zamora             |                                   |
| Cibernetico               | Octavio Arreola          |                                   |
| Cuatrero                  |                          |                                   |
| Dave The Clown            | Sconosciuto              | AAA World Trios Champion          |
| DMT Azul                  | Sconosciuto              |                                   |
| Drago                     | Victor Flores            |                                   |
| Eclipse Jr                |                          |                                   |
| El Fiscal                 |                          |                                   |
| El Mesias                 | Gilbert Cosme            | AAA Latin American Champion       |
| Epydemius Jr.             |                          |                                   |
| Estrella Divina           | Brandon Fernandez        |                                   |
| Forastero                 | Sconosciuto              |                                   |
| Garra de Oro              |                          |                                   |
| El Hijo de Dr. Wagner Jr. |                          |                                   |
| El Hijo del Vikingo       | Emmanuel Morales         | AAA Mega Champion                 |
| Histeria                  |                          |                                   |
| La Parka                  |                          |                                   |
| La Parka Negra            |                          |                                   |
| Laredo Kid                | Sconosciuto              | AAA World Cruiserweight Champion  |
| Mecha Wolf                | John Yurnet              |                                   |
| Monster Clown             | Rafael Ramírez           |                                   |
| Mr. Iguana                | Sconosciuto              | AAA World Mixed Tag Team Champion |
| Murder Clown              | Sconosciuto              | AAA World Trios Champion          |
| Myzteziz Jr.              | Sconosciuto              |                                   |
| Negro Casas               | Jose Ruiz                |                                   |
| Niño Hamburguesa          | Ivan Flores              |                                   |
| Octagon Jr.               | Sconosciuto              |                                   |
| Pagano                    | José Pacheco Hernández   |                                   |
| Panic Clown               |                          | AAA World Trios Champion          |
| Pierroth Jr.              |                          |                                   |
| Pimpinela Escarlata       | Mario Lozano             |                                   |
| Psicosis II               | Juan Gonzalez            |                                   |
| Psycho Clown              | Sconosciuto              |                                   |
| Sanson                    | Sconosciuto              |                                   |
| Sam Adonis                | Samuel Polisnky          |                                   |
| Taurus                    |                          |                                   |

### Reinas del Ring
| Ring Name      | Nome reale        | Note                              |
| -------------- | ----------------- | --------------------------------- |
| Adelicious     |                   |                                   |
| Centella       |                   |                                   |
| Chik Tormenta  | Sconosciuto       |                                   |
| Dalys          |                   |                                   |
| Estrellita     | Bibiana Barradas  |                                   |
| Flammer        |                   | AAA Reina de Reinas Champion      |
| Julissa        | Jennifer Iglesias |                                   |
| La Hiedra      | Sconosciuto       | AAA World Mixed Tag Team Champion |
| Lady Shani     | Sconosciuto       |                                   |
| Maravilla      | Sconosciuto       |                                   |
| Reina Dorada   |                   |                                   |
| Sussy Love     |                   |                                   |
| Valentina Reis | Rita Reis         |                                   |

### Mini Luchadores
| Ring Name          | Nome reale  | Note |
| ------------------ | ----------- | ---- |
| Cujie              |             |      |
| Drago Kid          | Sconosciuto |      |
| La Parkita         | Sconosciuto |      |
| La Parkita Negra   | Sconosciuto |      |
| Laredo Boy         | Sconosciuto |      |
| Mini Abismo Negro  | Sconosciuto |      |
| Mini Monster Clown | Sconosciuto |      |
| Mini Murder Clown  | Sconosciuto |      |
| Mini Psycho Clown  | Sconosciuto |      |
| Mini Vikingo       |             |      |
| Octagoncito        |             |      |

## Altro personale
| Ring Name           | Nome reale       | Note                |
| ------------------- | ---------------- | ------------------- |
| Aldo Farias         | Aldo Farias      | Commentatore        |
| Bere                |                  | Ballerina           |
| Copetes Salazar     | Raul Salazar     | Arbitro             |
| Daniela             |                  | Ballerina           |
| Dorian Roldan       | Dorian Roldan    | Vice-presidente     |
| Erika               |                  | Ballerina           |
| Ethel               |                  | Ballerina           |
| El Hijo de Tirantes | Fernando Landa   | Arbitro             |
| Hugo Savinovich     | Hugo Savinivich  | Telecronista        |
| Jose Guillen        | Jose Guillen     | Telecronista        |
| Jesus Zuniga        | Jesus Zuniga     | Commentatore        |
| July                |                  | Ballerina           |
| Konnan              | Charles Ashenoff | Consulente creativo |
| Lorena              |                  | Ballerina           |
| Marisela Peña       | Marisela Peña    | Presidente          |
| Matt Striker        | Matthew Kaye     | Commentatore        |
| El Piero            |                  | Arbitro             |
| Roberto Figueroa    | Roberto Figueroa | Commentatore        |